# 戴蒙·琼斯
戴蒙·达龙·琼斯（英語：Damon Darron Jones，1976年8月25日—），美国前职业篮球运动员。